# Nevers

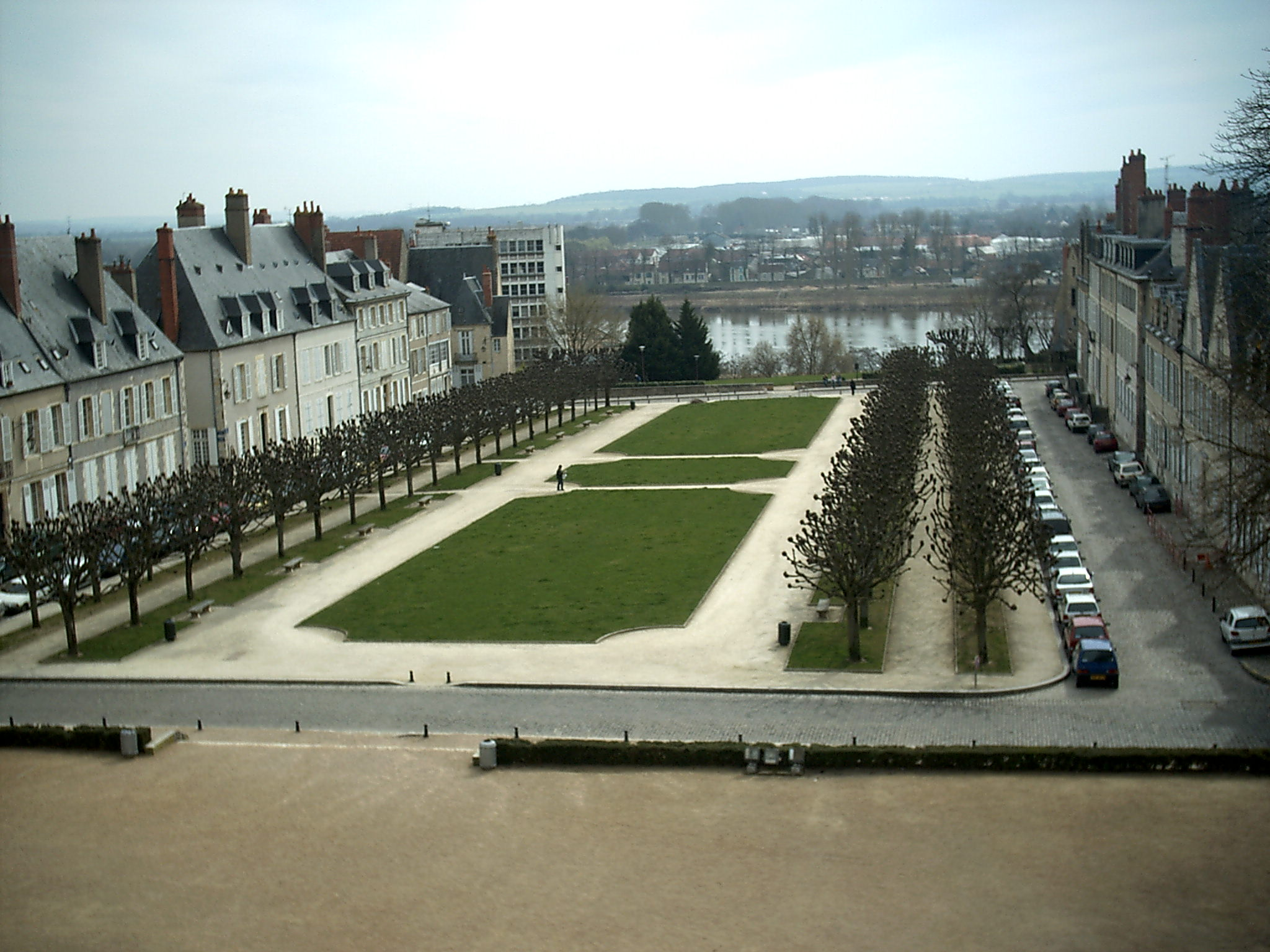
Place de la Republique

Nevers är en kommun i departementet Nièvre i regionen Bourgogne-Franche-Comté i de centrala delarna av Frankrike. Kommunen är chef-lieu över 4 kantoner som tillhör arrondissementet Nevers. År 2022 hade Nevers 33 172 invånare.
Nevers har sitt ursprung i den haeduiska fästningen Noviodunum som deltog i Vercingetorix uppror. Senare blev det en romersk stad under namnet Nevirnum. Nevers blev biskopssäte på 500-talet och erhöll stadsprivilegier 1194. Staden var under medeltiden centrum för ett grevskap med samma namn, från 1538 och fram till 1789 hertigdöme.
Från 1500-talet blev Nevers känt som ett centrum för fajanstillverkning, ursprungligen inspirerad av den italienska majolikan men senare märks en tydligt från den spansk-moriska traditionen. Under 1700-talet blev Nevers vid sidan av Lyon centrum för framställningen av faïences parlantes och särskilt en grupp med revolutionära och nationella motiv framställda tiden efter franska revolutionen faïences patriotiques och faïences révolutionnaires.
Senare förekom även metallindustri och kemisk industri.
Bland stadens byggnader märks den romanska kyrkan Saint Étienne och den gotiska katedralen. Ett keramiskt museum är inrymt i det gamla hertigliga slottet.
Nevers har en svensk vänort: Lund.

## Befolkningsutveckling
Antalet invånare i kommunen Nevers
| Referens: INSEE |

## Utbildning
- Institut supérieur de l'automobile et des transports